# 清溪镇 (东莞市)
清溪鎮，是中国广东省东莞市下辖的一个行政建制镇，亦雅称鹿城。位于东莞市东南部，與深圳、惠州接壤。总面积143平方公里，歷史上，由於該鎮地處四面環山之盆地，因而較為偏遠落後。自改革開放後，該鎮發展訊速，經濟以外向形製造業為主，清溪镇在2005年全国千强镇中名列第45位。其後被定为“国家社会发展综合实验区”、“全国小城镇建设试点镇”和“全国综合改革试点镇”。2019年，中国百强乡镇第38名。文化方面，清溪鎮於1999年2月被命名為廣東省民族民間藝術麒麟舞之鄉。 鎮人民政府駐香芒東路222號。

## 名稱釋義
明萬歷47年（1619年），禮部尚書李孫宸巡視至清溪，因清溪峰巒疊嶂，群山環抱，溪水南流，清澈如鏡，因此而觸景生情，作詩一首，其中有“矚目河湛清溪水，源頭出處隱山中”一句，清溪因此而得名。
鹿城之名，據《東莞市清溪鎮志》記載因古時清溪活一群群山鹿，其後大批中原漢人陸續遷入清溪，發現大批鹿群常常聚集在河流繞經的山丘，鳴叫聲動聽悅耳，於是清溪得名鹿城這個美譽。其後歷經明清兩代的開發，鹿踪影逐漸在清溪絕跡，只留下一些關於鹿的地名。現今清溪亦以梅花鹿作為鎮徽，市中心亦有梅花鹿像作地標。

## 历史
秦朝以前，清溪是百越所居之地，甚少受中原文化影響。前214年，秦始皇平定嶺南地區的百越之地後，清溪屬南海郡管轄。秦朝末年，趙佗創立南越國，清溪屬於南越國領地。前111年，漢武帝滅亡南越國後，置九郡，清溪屬南海郡地。西漢綏和元年（公元前8年）南海郡改隸交州。三國時期，清溪屬於東吳領地。東晉設東官郡，清溪為東官郡管轄。唐朝至德二年清溪為東莞之轄地。唐代以前，清溪因位置偏僻，一直都是人煙稀少的荒蕪之地。五代時，清溪為南漢之地。宋代時屬廣南東路。紹聖年間，被眨至惠州的蘇軾曾登上清溪北部的银瓶山，為美景所陶醉，作下了“银瓶山水天下流，风景美丽醉东坡，东坡攀登银瓶山，赞叹风景胜罗浮”一詩。
据《东莞市清溪镇志》记载，自北宋末年因北方戰亂，不少中原漢人南遷至清溪，如北宋靖康年間遷入的漁樑圍朱氏（舊稱五樑圍），為本地最早落戶的村落之一。南宋嘉定年間，廣州刺史鍾天柱葬於清溪葵湖村蒲蘆嶺。元朝時，清溪歸江西行省管轄。明朝時，該鎮為廣州府東莞縣文順鄉管轄，崇祯年間建立了清溪老墟，為當地鄉民集散買賣之地。 清代廢除遷海令後，清溪為新安縣管轄，至嘉慶重歸東莞縣管轄。自明清起，不少移民遷徙清溪，如明代洪武年間由常平鎮白石崗遷入的長山頭村殷氏、洪武年間由惠東梁化遷入的茅輋村林氏、明代中期由梅縣遷來的鹿湖壩王氏、明正德年由宝安龙岗高桥迁至的大稔布林氏、明嘉靖年遷來的牛湖李氏、明天啟年厚街王氏、長樂黄姓、宝安县密湖岗林氏迁来組成河伯橋村、明末從長樂遷至的深圳仔黃氏、明末清初從清溪铁场分支的田心岗呂氏、明崇祯年遷來的香園埔李氏、清康熙年由揭西县河婆圩迁至的羅裙埔劉氏、清康熙年遷來的油甘坪村、清乾隆年由九鄉婆嶺分遷的清廈廈屋村曾氏、清道光年从清溪九乡新屋厦迁至的牛路頭曾氏、清道光年從宝安龙岗西湖塘遷至的橫龍村王氏、清光绪年间從五华县大田和惠阳县山径及草洞遷至的角嶺张氏、清光緒年梁氏从清溪铁松乡铁矢岭村分遷至鐵橋布、松崗西村和廈泥摸泥墟的張氏、九鄉婆嶺曾氏、民初從大布圩、香园埔、大稔布三村14户李姓組成的聚星圍李氏等等，明清時大批的移民遷入令該鎮人口迅速增加。
清溪因位於東莞縣、歸善縣和寶安縣間的山區交界，對外交通相對閉塞，經濟較為落後。清咸豐年間，清政府的税捐名目繁多導致民不聊生，加上當地山高林密的地形易守難攻，不堪重负的部分清溪乡民以上官仓村的余礼年、铁矢岭村的李亚统為首，加入洪門揭竿而起，在清溪北部的小山寨扎顶據險自守。1867年冬，清軍出动2000多人，在火枪、土炮的配合下向寨扎顶大举进攻。清軍死傷一百多人，攻山不成，於是放火烧山。起義鄉民战死、烧死的有四百余人，寨扎顶的洪門随之解散。清末民初，因當時戰禍頻生與土匪橫行，其中塘厦有一條住滿了土匪的村落，经常全村出动搶劫，因此周邊许多村落都紛紛建造碉樓（坊间多称炮樓，現存53座）作防禦之用，以維護自身安全，保護本村、本族利益。　

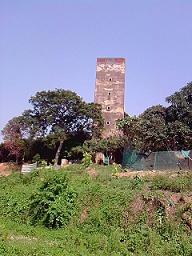
漁樑圍的碉樓

中华民国建立后设立筹办处，民国24年设乡公所为东莞县第四区辖，名清溪鄉。1924年，清溪籍華僑李潤亨及楊奎章等地方鄉紳集資，建成一個稱為清溪新墟的市場，取代簡陋的清溪老墟。新墟建有五條街道，約120間商店。墟市仿傚當時香港深水埗騎樓式的建築，因而被稱為“小香港”。當時每逢＂三、六、九＂墟日時，當地村民會來到清溪新墟集散買賣。
1944年间中共廣東人民抗日游擊隊曾在鐵場村廣緣庵建立根据地，依靠银瓶山易守难攻的优势多次抵抗日軍進攻。國共內戰期間，清溪境内较大的战斗有青塘、三峰、土桥、豆腐陂（沙梨园）、柏朗、浮岗村、神径湾等。 在抗日战争和解放战争中，清溪牺牲63人。其中抗日战争牺牲30人。解放战争牺牲33人。
中华人民共和国成立后，1950年与塘厦合称新三区，1958年并入塘厦公社，1959年析出成立清溪公社，1983年9月撤公社建区，1987年5月撤区建镇，沿革至今。1988年东莞升格为地级市，清溪成为中华人民共和国中为数不多的地级市直辖乡镇。改革开放后该镇“三来一补”企业大量增多，形成日后的工业雏形。1986年间该镇开始大规模的基础设施建设。不久清溪镇经济进入了近30年高速成长期，此期间该镇国民生产总值一般年增长20%以上，「打開山門」不過是近30年的事。2005年，全國政協委員劉家琛提議將清溪鎮劃入深圳，發展成產業轉移和工業後勤基地，使深圳有足夠土地空間。
因該鎮為地级市直辖乡镇，此特殊的行政区划，致其政府的职能实际与县级的职能更为相似。以公安部门为例，一般只有县级行政区才设公安分局，乡级行政区仅设派出所，然其的编制却是公安分局，若干村、社区间又设派出所，各村、社区、工业区还设警务区及自组的治安联防队。

## 地理
清溪镇位于东莞市东南部，与深圳市、惠州市接壤。2003年。总面积143平方公里，位於東江流域，水利資源豐富，有大小水庫14座，其中茅輋、契爺石為超1000萬立方米的中型水庫，為經濟發展和工業、生活用水提供了重要的水源保障。全镇林地面积有72376亩。该镇地势四周环山中间的盆地，历史上对外交通相对闭塞。

## 經濟
改革開放前，當地只有一個稱為清溪新墟的簡陋市場，為當地村民集散買賣之地。改革开放以来，清溪經濟發展迅速，逐步从贫穷落后的山区农村发展成为现代化工业城镇。2009年，全镇实现生产总值138.3亿元，规模以上工业总产值354.5亿元，总量位居全市第8位，全镇已投产的外资企业800多家。全年镇级财政收入6.75亿元，各项税收总额12.2亿元。其中，外向型经济蓬勃发展，2009年的外贸出口总值48.3亿美元，其中以电脑制造企业为首的高技术产业蓬勃发展，具完善的配套能力和较大的生产规模，清溪镇逐步成为国内最大的电脑产品制造基地之一。近年来，清溪大力推动第三产业发展，大力培育生态旅游经济，建设森林公园和生态农业园，推动经济多元发展。
農業方面亦已由傳統農業轉為向生態型、城市型農業方向發展，呈現出"山頂造林，山腰種果，山腳養殖，山坑種花、種菜"的主體農業生產模式。全镇林地面积72376亩，其中经济林31821亩；非经济林40555亩。全鎮種植荔枝、龍眼等優質水果土地面積1.2萬畝，魚塘850畝，花卉面積1750畝，種植蔬菜面積4750畝，培育生態公益林5.5萬畝（含國營清溪林場），水庫面積6000畝，年蓄水供應4000萬立方米。農業已形成了花卉、蔬菜、水果三大農業生產體系，花卉業更成為農業的亮點。由於清溪的蓄積水資源豐富、清淨，適合發展優質花卉生產，目前全鎮共引入玉山蘭花場、安華園花場、繽紛花場、御花園花場等7家擁有先進栽培技術及設施的大中型花卉生產企業，劍蘭、百合、鬱金香、蝴蝶蘭、文心蘭等大批優良品種落戶本鎮。2003年，全鎮農民人均所得為8673元。
2009年該鎮國民生產總值（GDP）達138.3億元人民幣。

## 城鎮建設
自改革开放以来，清溪镇不斷改善交通运输、基础设施、能源通讯等城市建设。全镇绿化率达42.37%，人均公共绿地面积75.75平方米，全鎮共修建了100多公里高等級公路。亦有3座11萬伏的變電站，年供電量達8億度。鎮內五間供水廠日供水能力達20萬噸。亦創建了擁有400多床位和先進診療設備的清溪醫院，鎮內各村開設20多個醫療門診部。清溪還建立了有線廣播電視台，並興建佔地四萬平方米的文化中心。為加强重点工程建设，完善城镇配套設施。自2006年以来，清溪镇每年建設一批重点工程项目。目前已有龙林高速清溪连接线、第二小学、第三小学、清溪湖、清溪大道、北环路、文化公园、中心幼儿园、健康服务大楼、香芒西路改造、铁场公路改造、清溪河上元段整治、长山头污水处理厂等重点工程项目建成投入使用。2010年，清溪镇确定了清溪森林公园配套工程、清溪湖配套工程、清溪湖水厂、敬老院、博物图书馆、清溪法庭、茅輋水库下游河道整治、上元路升级改造、商业街延长线等工程为重点建设项目。
由於富裕的本地居民和外資公司及投資者構成了強大的購買力，促進清溪的房地產業的發展。近年來，清溪鎮先後開發的碧月灣花園、金陽商貿廣場·步行街、大綠地·金豪花園等優質項目，銀行、醫院、學校、大型超市、郵電、酒店等配套設施齊全。
清溪镇在2005年首届全国千强镇评选中名列第45位。先后被定为“国家社会发展综合实验区”、“全国小城镇建设试点镇”和“全国综合改革试点镇”，并获得“全国造林绿化百佳镇”、“国家卫生镇”、“全国出口创汇百强镇”、“广东省教育强镇”、“五个好”乡镇党委等称号。
2005年，全國政協委員劉家琛提議將清溪鎮劃入深圳，發展成產業轉移和工業後勤基地，使深圳有足夠土地空間。

## 人口
2003年该镇户籍人口约3万人，非户籍人口约35万人。
户籍居民由有两大族群组成，其一为以本地话（属粤语的莞寶方言）为母语之本地族群，800多年前中原戰亂頻繁，其先民逐迁徙至此而成。另一为以客家话为母语的客家族群，為明清兩代陸續遷入。另外，至少有近九千名清溪藉僑胞定居香港。
根據第七次全国人口普查數據，截至2020年11月1日零時，清溪鎮常住人口為344303人。

## 行政区划
清溪镇辖区内区划为20個村、1個社区，下有106個自然村。镇政府驻地位於清溪社区。中心城区包括清溪社区、重河村、清厦村等。该鎮所轄社區和村之面積、人口如下表：
| 鎮辖居民、村民委員會    | 面积        | 戶籍人口 | 行政區劃 |
| ----------------------- | ----------- | -------- | --- |
| 清溪社區                | 5平方公里   | 6000多人 | 下轄楊屋、黃麻布、鹌鹑薮、連屋、金龍、劉屋、鹿湖灣、黃屋、竹頭龍等11個居民小組，是清溪的商業、文化和政治中心。 |
| 重河村                  | 8.4平方公里 | 2600多人 | 下轄重木、河柏桥、楊梅崗、楊梅坑、厦塘、火草洞、油甘坪、三埡圳、新圍、沙埔共10個村民小組                       |
| 大埔村（舊稱 大布）     | 1.8平方公里 | 約700人  | 下轄大埔、南方等3個村民小组                                                                                    |
| 土橋村                  | 3.5平方公里 | 500多人  | 下轄土橋新圍、土橋老圍、大崗厦共3個村民小組                                                                    |
| 謝坑村                  | 3.2平方公里 | 約700人  | 下轄岑屋圍、龍口、江窑（舊稱 鹧鹋塘）、新圍、老圍共5個村民小組                                                 |
| 荔橫村                  | 1.8平方公里 | 1400多人 | 下轄荔枝墩、橫湖、百家圍、鐵橋埔、梁頭圍、角嶺共6個村民小組                                                    |
| 清廈村（舊稱 廈屋村）   | 2.3平方公里 | 約1500人 | 下辖老墟(即清溪舊墟)、鹿湖坝、厦屋共3個村民小組                                                                |
| 大利村                  | 7.8平方公里 | 2500多人 | 下辖利和、風吹帘、茅輋、聚星圍、香園埔、祿樹、葵湖等9个村民小组                                                |
| 九鄉村                  | 7.6平方公里 | 1700多人 | 下轄金口（舊稱 钳口赉）、牛湖、婆嶺、竹樹廈、新屋廈、高田唇、大稔布共7个村民小组                               |
| 鐵場村                  | 7.3平方公里 | 760多人  | 下轄上圍、下圍、垻尾等村民小組                                                                                 |
| 鐵松村                  | 5.6平方公里 | 2500人   | 下辖铁矢岭、松元围、千秋岭、小近布、禾长岗、鍾屋圍、水尾塅上圍、水尾塅下圍、缸廠、深圳]共10个村民小组          |
| 青皇村（舊稱 青堂）     | 6.5平方公里 | 约1100人 | 下轄青塘、皇坑、黃屋、劉屋等村民小组                                                                           |
| 三星村                  | 2.5平方公里 | 1000多人 | 下轄百家輋、呂圍、劉屋圍（舊稱 河貝圍）、李友堂、牛路頭共5個村民小組                                           |
| 廈泥村（舊稱 磨泥墟）   | 1.5平方公里 | 800多人  | 下辖磨泥墟、旗岭吓、郑围、花边岭、江背、光頭埔等自然村並分為5个村民小组                                        |
| 三中村                  | 9平方公里   | 約1700人 | 下辖三中上圍、三中下圍、老中坑、新中坑、連塘湖、分水凹、湖篤尾、沙角共7个自然村11个村民小组                    |
| 上元村                  | 4.3平方公里 | 900多人  | 下辖上官倉新圍、上官倉上角、上官倉下角、松元吓共4個村民小组                                                    |
| 松崗村                  | 3.9平方公里 | 1200多人 | 下轄松柏墩、西村、田心等4個村民小組                                                                            |
| 浮崗村                  | 3平方公里   | 1900多人 | 下辖老围、新围、柏朗、光朗、馬落洋、田螺涧共6个村民小组。                                                      |
| 羅馬村                  | 7.2平方公里 | 1800多人 | 下轄羅裙埔（舊稱 祿家圍）、馬灘、天生湖等4個村民小組                                                           |
| 長山頭村                | 4.6平方公里 | 1100多人 | 下辖長山頭、白欖樹、三家、大嶺、老圍等6个村民小组                                                              |
| 漁樑圍村（舊稱 五樑圍） | 2.5平方公里 | 1000多人 | 下辖有渔樑围、朱屋、谢屋共3个村民小组                                                                          |

## 旅遊

### 南山曾公祠及清厦客家围
南山曾公祠建於清朝乾隆九年（公元1744年），由位於清廈廈屋村曾氏族人所建。曾公祠為三進三開間，分前堂、中堂和後堂，在一進和二進之間另有東西兩廂，中堂和後堂之間有一天井，為三進古祠堂建築格局。整個清廈廈屋村客家圍屋群以曾公廈為中心建成，屬於典型的客家建築風格。曾公祠及整個圍屋群建築風格基本保留完好。2003年被評為市重點文物保護單位。

### 铁场客家围
铁场客家围建於乾隆二十九年（公元1765年），為本地大姓韩姓族人的祖居。共由四座围屋組成，分别是上围、下围、坝围、鸡公田围，其中最古老的是上圍。围屋坐北向南，围墙用灰砂等筑成，佈滿内大外小的射击孔，客家圍的四角建有望楼。圍前有一个半月形的水塘，客家人称之为风水塘。2004年，铁场客家围被评为东莞市文物保护单位。

### 廣緣庵
廣緣庵位於鐵場村，是建於明朝崇祯年間的佛教寺院。當時一位尼姑游至清溪，被清溪的山水所吸引，欲在此地清净修行、领悟佛學、傳播佛法，於是便在银瓶山下建庵，取名广缘庵，意為廣結善緣。抗日戰爭時，廣緣庵為廣東人民抗日游擊隊之根據地，被譽為“革命的小延安”。1982年，廣緣庵被市人民政府列為市級文物保護單位。

### 譚公廟
譚公廟位于大利茅輋村，供奉着谭公神像。茅輋村小组林氏先祖從惠東梁化遷至清溪，亦把谭公信仰也带来清溪，是清溪最早建立的廟宇，被譽為清溪第一廟。

### 武帝廟
武帝廟位於清厦厦屋村，建於明崇祯元年1628年，供奉關公，迄今已有380多年历史。當時本來一起修建的還有文帝廟，但由於經展經濟，文帝廟已經被清拆。

### 龍嶺古廟
龍嶺古廟位於上元村上官仓下角，由當地余氏建於1859年，文革時被拆毁，1985年复原重修，供奉蔡大王爷。

### 清溪森林公園
清溪森林公園於2010年開園，地处清溪镇北部山地，距清溪镇区3公里。內有「東莞第一瀑」之稱的黃茅田瀑布、有「东莞第一峰」之稱的银瓶山、冷水坑瀑布、龍潭水庫(清溪鎮)、清溪年代最久远的古油茶园、夫妻树、雙尾山瀑布、獅子岩、爆石等景觀。

## 文化
文化范畴，可区分为中原文化与岭南文化。该镇居民以客家人为主，官方、坊间多以客家文化作传统文化。两族群间经历了近千年的相互磨合及同化，如非刻意作区分，两者间不会有意识上的隔阂。

### 客家族群
客家人源自北方，属中原文化，客家先民纵使经数千年的由北至南的迁徙，然而依旧继承着传统文化。宗祠是其维系客家凝聚力、弘扬传统的一大媒介，宗祠此建筑的作用，其一为祭祀，先宗之灵位及骨灰安放以此，每至清民节坊间便有盛大的祭祀活动。其二为弘扬传统，祠内的文献中，有记载先民来自何方、迁徙经过、定居于此的缘由等。客家人又以族谱为纽带维系着代代后裔。遗憾的是，宗祠在文化大革命期间成为了破除迷信运动的打击对象，大部分宗祠在此期间遭大肆破坏，祠中大多碑文遭涂鸦及损毁、古籍文献遭焚毁，族谱大多无继、先宗之灵位及骨灰亦难逃厄运。当今所见的宗祠，一般为重建所成。
客家传统文化中，民间艺术具有悠久的群众基础，如舞麒麟、唱山歌。
舞麒麟是相似於舞獅的一種民間藝術，麒麟舞取形於代表祥瑞、國泰民安的麒麟，在客家傳說中凡麒麟踩過之方就會帶來幸運。最早源自中原，隨客家人的遷徙傳入清溪，現被列入中國國家級非物質文化遺產。麒麟頭部多以竹紮作框，附以彩紙，色彩鮮艷。麒麟身則以彩布為主，畫藝精美，由二人舞蹈，形態逼真。
在清溪鎮舞麒麟以大利村和鐵松村最為出名。每逢喜慶節日都有舞麒麟的活動，表演舞麒麟和武術。麒麟舞者身穿麒麟袍，顏色、圖案與麒麟配合，舞動造型精美的麒麟達到人與麒麟合一之境界。武術方面，套路融合了南拳和洪拳的風格，以單拳、雙拳、單刀、長、短棍、藤牌的順序進表表演，最後是快耙。
一直以來，客家人把舞麒麟看作是增添喜氣的事，将制麒人、擅长舞麒麟的民間藝人尊為師傅。跟中國大多數民族民間藝術一樣，清溪的客家山歌和麒麟武術也遭遇了近20年的沉默。但值得庆幸的是，舞麒麟活动由于政府的推动及保护，近来逐渐复兴中。
清溪鎮舞麒麟曾於全国首届麒麟舞大赛、广东省第二届民间艺术大赛和第六届中国民间艺术节上获金奖；2007年，获邀参加澳洲悉尼华人春节大巡游，2008年，参加第二届“文化中国2008维也纳金色大厅青少年文艺晚会”并获演出金奖。清溪镇被广东省文化厅授予“民族民间艺术之乡”称号；2008年，被授予“中国麒麟文化传承基地”。
唱山歌雖不及舞麒麟活跃，亦曾获得粤赣闽桂客家山歌邀请赛、广东省首届民间歌会金奖。

### 本地族群
属岭南文化的本地族群，为廣府民系，粤语（莞寶片）為其母語。本地族群與香港新界的圍頭話、深圳的广府居民口音接近。本地族群因占该镇人口比例不大，文化传统长期受忽视。但坊间至今仍保留一些传统习俗，如重阳祭祀等。
该镇21村（社区）中，除漁樑圍的朱姓、大埔村的尹姓、土桥村的黃姓、长山头村的殷姓等为本地族群聚居外，其余村或社区的居民大多为客家族群聚居。2005年。该镇3万居民中约有2.5万以客语为母语，占居民总数8成以上。

### 土產和小吃
荔枝、白花芒果、客家狗肉等客家菜

## 交通

### 高速公路
- 博深高速
- 从莞深高速
- 惠塘高速
- 深圳外环高速

### 普通公路
- 228国道
- 塘清東路
- 清溪大道
- 清樟路
- 聚富路、香芒路
- 北環路、東風路

## 名人
黃萬順，生於1911年，土橋村人，清溪最早的共產黨員之一。1939年組織民兵抗日。1941年，國民黨企圖消滅共產黨領導下的抗日部隊。國民黨保安第八團向共產黨根據地進攻並處決了清塘區區委書記黃萬順。黃萬順在刑場上，高唱《國際歌》並高呼："打倒國民黨反動派"！"中國共產黨萬歲"！等口號。犧牲時年僅三十歲。
楊子城，生於1879年，重河楊梅崗村人。出生在一個農民家庭，從小聰穎，16歲參加鄉試，獲得甲級第一名成績（秀才）。先後留學上海復旦大學及日本早稻田大學，並以成績優異畢業。並在日本參加了中國同盟會。追隨孫中山先生革命。1911年參加了廣州起義。日本軍佔領惠東寶後，得知楊子城曾在日本留學，懂日文和日語，所以多次到楊梅崗村要找楊子城當翻譯和響導。他都避而不見，決不為敵人效勞。1950年病逝，享年71歲。
楊作光，生於1919年，楊梅崗村人。參與香港的抗日戰爭，曾在香港開一間理髮店，每天日間打工，晚上到南方學院讀夜校。當年該學院的院長叫林煥平，鐘點教授有郭沫若，翦伯讚等，楊作光是中共黨員，他在學院的同學中宣傳內地解放區窮人翻身的情況，宣傳革命道理，鼓勵學生黨有志的熱血青年，積極投身中國革命。假日裡，同學們租一些進步電影給群眾放映，以作宣傳。
1948年12月某日，楊作光於內地聯繫妥當後，讓高源，週林，李魯，伍廣林，衛寶珍，詹北靈等六人，扮作不同身份的人，從香港搭船返江門。在江門吃過飯後到杜阮某交通站住了一夜。次日，總部接納從香港來的6個人，然後分派工作
謝乃堅，生於1914年，三峰村人。1937年參加中國共產黨。1938年，參與組織惠東寶邊區抗日游擊隊第二大隊。1957年至1981年，先後調任粵中行署商業局副局長、佛山專員公署辦公室副主任、佛山地區直屬機關黨委副書記。1981年8月離休。
張松鶴，生於1912年，浮崗柏朗村人。中國著名雕塑藝術家。1949年在北京人民美術工作室專事雕塑創作，先後兼任北京師範大學美工教授、人民英雄紀念碑塑組和四川古代雕塑藝術考察團團長。1954年被評為北京市優秀藝術工作者，受名譽和物質獎。1958年調任北京藝術學院教授、雕塑教研組組長，先後借調清華大學、北京師範大學、郵電學院、山東師範學院、湖南大學等院校塑造巨型毛主席像。1972年調北京中國畫院從事專業創作。1977年參加毛主席紀念堂的毛主席漢白玉座像雕塑工作。1978年起先後被選為全國政協第五屆、第六屆委員會委員。
溫惠仁，生於1934年，東莞市清溪鎮人。法屬大溪地華人首富，大溪地養殖珍珠工業的開拓者之一，被譽爲“大溪地珍珠大王”，先後任珍珠産商職業工會（SPPP）主席、大溪地珍珠國際宣傳協會前任主席。擁有全球最大的大溪地珍珠生産商和出口商、8家大型珍珠養殖場、一家珍珠博物館。
林锦华，生於1917年，磨坭圩光头埔村人。清溪最早的共产党员之一，日軍轟炸時失足坠崖牺牲，生前任中共寶安县大鹏區區委书记。
張喜，生於1922年，青皇村人。1942年，张喜参加了广东人民抗日游击队。1947年在寶安观澜被國民黨枪決。
黄海珠，生於1929，土桥村人。黄海珠12岁参加了革命， 15岁加入中国共产党。抗日時參加广东抗日游击队。期後参加过南麻、临朐、诸城、济南、豫东、淮海、南下解放广东等战役。1955年被授予大尉军衔，1960年晋升为少校军衔。荣获自由独立勋章和解放勋章各一枚。先後任珠江军分区宝安情报站站长、公安十师台山要点站站长、深圳边防检查站侦察股长、番禺县兵役局科长、三水县人民武装部副部长，1979年病逝。1980年批准为革命烈士，葬于广州革命公墓。
杨扬，生於1921年，原名杨新福，杨梅岗村人。1941年加入了中国共产党，1944執行任務時牺牲。
杨良，生於1916年，原名杨运良，杨梅岗村人。1939年，参加了中国共产党。1946被國民黨搶殺。
张慕良，生於1918年，松柏墩村人。1941年，加入中国共产党，1946死於國共戰鬥中。
黃金富，生於1945年12月8日。在18歲時到香港生活，創立了多間上市公司。